# Матусіс Ісаак Абрамович
Ісаа́к Абра́мович Мату́сіс (* 1884 — † 1955) — український та російський лікар-дерматолог, 1935 — доктор медичних наук, 1940 — професор.

## Життєпис
У 1911 році закінчив Берлінський університет, захищає дисертацію.
До 1921 року служив у військово-санітарному відомстві Червоної Армії.
По тому працював ординатором, асистентом, з 1927 року — приват-доцент шкірно-венерологічної клініки Одеського медичного інституту, одночасно в 1925—1928 — проректор інституту.
З 1929 по вересень 1951 року (з перервами) очолював кафедру дерматології Одеського національного медичного університету, одночасно в 1932—1935 — декан лікувального факультету, з 1935 — проректор з наукової роботи.
В часі з 1932 по 1940 рік на кафедрі були створені бактеріологічна, біохімічна, патофізіологічна лабораторії, віварій, розширився склад працівників.
Під час нацистсько-радянської війни в 1941—1944 роках був головним консультантом дерматовенерологічної служби Південного фронту.
Написав близько 100 наукових праць, зокрема, по вивченню клініки і патогенезу дерматозів при порушенні обміну речовин.
Під керівництвом захищено 9 кандидатських дисертацій.
Свого часу лікував хворого на гонорею Мішку Япончика.
Біографічні дослідження про нього провадили Васильєв Костянтин Костянтинович та Авербух Леонід Григорович.